# Roberto Fonseca
Roberto Fonseca est un pianiste de jazz cubain, né le 29 mars 1975 à La Havane. Dès son enfance, il est bercé par la musique. Son père est batteur et sa mère, Mercedes Cortes Alfaro, chanteuse professionnelle. Ses deux demi-frères sont aussi musiciens : Emilio Valdés est percussionniste et Jesùs « Chuchito » Valdés Jr. est claviériste.

## Biographie
Roberto s'intéresse très tôt à la batterie, mais à l'âge de 8 ans, il décide de se mettre au piano. À 14 ans, il commence à expérimenter la fusion des rythmes traditionnels cubains avec le jazz américain et donne un concert à 15 ans dans le cadre du festival Jazz Plaza en 1991 à La Havane.
Roberto Fonseca fait ses études à l'Institut Supérieur d’Art de La Havane (ISA). Il en sort diplômé avec une maîtrise en composition musicale.
Une fois formé, il a quitté l'île à la recherche de nouveaux sons.

## Les débuts
Il enregistre son premier album, En El Comienzo, avec Javier Zalba et le groupe Temperamento en 1998. Il reçoit le prix du Cuba’s Best Jazz Album (Meilleur Album de Jazz Cubain) en 1999. Après ce succès, il travaille sur deux albums solos, Tiene Que Ver et Elengo. Il y combine le jazz latin, les percussions, la basse, le hip-hop, la musique urbaine et les rythmes afro-cubains.

## De Cuba aux tournées mondiales
À partir de ce moment, il se déplace dans le monde entier, notamment au Canada, en France, en Colombie, et en Espagne.
En 2001, Roberto Fonseca se rend au Japon pour enregistrer son album No Limit : Afro Cuban Jazz pour le label japonais JVC. La même année, il intègre le célèbre Buena Vista Social Club aux côtés d’artistes de renom tels que Rubén González, Ibrahim Ferrer, Cachaito, Guajiro Mirabal et Manuel Galban.
Cette expérience, qui est ce qui se rapproche le plus d'un rêve pour tout musicien cubain, l'a amené à donner plus de 400 concerts dans le monde entier et dans les salles les plus prestigieuses telles que le Palais des Congrès (Paris), Albert Hall (Londres), le Beacon Theatre (New York), Sydney Opera House (Australie), Frankfurt Alter Oper (Frankfrut), en promouvant l'œuvre d'Ibrahim Ferrer et en s'accompagnant de grandes légendes de la musique ; et accompagné par les grandes légendes de la musique cubaine telles que Orlando "Cachaíto" López, Guajiro Mirabal et Manuel Galbán (es), entre autres. Presque toutes les critiques des concerts donnés en Amérique du Sud et en Asie font état du talent du pianiste et de son magnétisme sur scène.
Les cinq années suivantes ont été riches en travail et en apparitions, avec le début d'une relation spéciale avec la créatrice de mode agnès b. et le travail en tant que producteur et arrangeur de la dernière œuvre d'Ibrahim Ferrer Mi sueño : Bolero Songbook, dont il a été le directeur musical lors de la tournée mondiale.
Après cette période de travail intense et la perte douloureuse d'Ibrahim Ferrer, Roberto a su qu'il était temps de commencer à travailler sur son projet solo : Zamazu, dont le travail combine les rythmes afro-cubains avec la musique cubaine classique et traditionnelle.
Pour ce faire, il a bénéficié de l'aide du producteur de musique brésilien primé Alê Siquiera et s'est rendu à Salvador de Bahia (Brésil) pour la préproduction de l'album.
Le musicien brésilien Carlinhos Brown, Orlando "Cachaíto" López, la diva cubaine du son Omara Portuondo, le guitariste flamenco Vicente Amigo et son groupe habituel Javier Zalba, Omar González et Ramsés Rodríguez ont également participé à ce travail.
Les deux années suivantes, Roberto a combiné la tournée mondiale pour présenter son album avec la coproduction avec Nick Gold de l'album Mi sueño d'Ibrahim Ferrer, enregistré avant sa mort. Cette œuvre a été nommée aux Latin Grammy en 2007 dans la catégorie du meilleur album tropical traditionnel.
L'année 2008 a été une année de travail intense et d'expériences qui ont inspiré l'artiste pour son œuvre suivante. La chanson  Llegó Cachaíto , tirée de l'album Zamazu, a été incluse dans la bande originale du film Hancock avec Will Smith.
En 2009, Roberto a lancé son projet suivant intitulé Akokan, cœur en yoruba, une œuvre qui combine la magie et la force de la musique en direct avec le studio.
Dans ce cas, il a compté sur la collaboration de ses musiciens habituels, et sur la participation de l'artiste caboverdien Mayra Andrade dans la chanson Siete Potencias, et du guitariste nord-américain Raúl Midón dans la chanson Second Chance.
Depuis la sortie d'Akokan, Roberto s'est consacré à la promotion de sa musique et à des tournées dans le monde entier. Il a visité l'Australie et la Nouvelle-Zélande pour la première fois.
La même année, Roberto a rencontré pour la première fois le célèbre DJ britannique Gilles Peterson, pour lancer le projet Gilles Peterson presents Havana Cultura new Cuban Sound. La première œuvre dévoile une sélection de jeunes artistes urbains sous la direction musicale de Roberto Fonseca, avec qui il a tourné sur le circuit des festivals les plus importants de la scène internationale.
En 2010, le pianiste se consacre au lancement de son album Akokan en Amérique du Nord en première partie de la diva cubaine Omara Portuondo, ainsi qu'au lancement du remix du projet Havana Cultura : Gilles Peterson presents Havana Cultura remixed.
Fin 2010, il a publié l'album Roberto Fonseca Live in Marciac dans le cadre de la collection promue par le festival Jazz in Marciac.
Fin 2013, il est nommé aux Grammy Awards en 2014 dans la catégorie « Meilleur album de latin jazz » pour son CD "Yo".
En 2023, il présente l'album immersif, mixé avec la technologie Dolby Atmos, intitulé La Gran Diversión, dans lequel il rend hommage aux nuits sauvages de La Havane.

## Prix / Récompenses
1999 : Prix Cubadisco  du « Meilleur Album de Jazz » pour En el comienzo.

2000 : 1er prix du Latin American and Caribbean Music Tribune (TRIMALCA) dans la catégorie « Musique Populaire » pour Para que no hables.

## Distinctions
- Chevalier de l'ordre des Arts et des Lettres (2019)[3].

## Discographie

### Musicien principal
- 1999 : Tiene Que Ver (Egrem)
- 2000 : No Limit (JVC Japan)
- 2001 : Elengo (Egrem)
- 2004 : Temperamento (Egrem)
- 2007 : Zamazu (Enja Records)
- 2009 : Akokan (Enja Records)
- 2010 : Live in Marciac (Enja Records)
- 2011 : Yo (Jazz Village)
- 2016 : ABUC
- 2019 : Yesun
- 2023 : La Gran Diversión

### Collaborations
- 1998 : En el Comienzo - Temperamento (Egrem)
- 1998 : Cuando Yo Sea Grande – Augusto Enriquez (Egrem)
- 2000 : Black - P. Marabal - Soundtrack
- 2000 : Un Monton De Cosas - Obsesion (Egrem)
- 2001 : Cachaíto – Orlando Cachaito López (World Circuit Records)
- 2002 : Felicidad – Asa Feeston (Inter Records Co Ltd)
- 2002 : Para Luego Es Tarde - Latin Jazz (Dam Music Sarl)
- 2003 : Buenos Hermanos – Ibrahim Ferrer (World Circuit Records)
- 2004 : Buena Vista Social Club – Guajiro Mirabal (World Circuit Records)
- 2004 : Flor De Amor – Omara Portuondo (World Circuit Records)
- 2005 : Angá Echumingua – Angá Díaz (World Circuit Records)
- 2006 : A Todo Piano - Latin Jazz (Egrem)
- 2006 : Baritoncha – Javier Zalba (Colibri)
- 2006 : Timbalada – Carlinhos Brown (Candyall Music)
- 2007 : Mi Sueno - Ibrahim Ferrer (World Circuit Records)
- 2008 : Etxea - Kepa Junkera (Wea)
- 2008 : Gracias - Omara Portuondo (World Village)
- 2009 : New Cuba Sounds - Gilles Peterson (Import)
- 2010 : Havana Cultura Remixed - Gilles Peterson (Brownswood Recordings)
- 2011 : Havana Cultura The Search Continues - Gilles Peterson (Brownswood Recordings)
- 2012 : Mala In Cuba - Gilles Peterson (Brownswood Recordings)
- 2015 : At Home - Live in Marciac - Fatoumata Diawara (Jazz Village)

### Productions
- 1999 : Un Montón De Cosas – OBSESION (Egrem)
- 2000 : No Limit (JVC Japan)
- 2001 : Elengo (Egrem)
- 2004 : Temperamento (Egrem)
- 2006 : Matthew Stoneman – Matthew Stoneman
- 2006 : Sharing2 – ASA FEESTON (Gate Records Inc)
- 2006 : Perla – ASA FEESTON (Gate Records Inc)
- 2007 : Mi Sueno - Coproducteur d'Ibrahim Ferrer
- 2007 :  Zamazu (Enja Records)
- 2009 : Akokan (Enja Records)
- 2010 : Live in Marciac (Enja Records)
- 2012 :  Yo (Jazz Village)
- 2016 :  Abuc (Impulse)
- 2019 : Yesun (3ème Bureau / Wagram Music)